# Злынка (приток Нугри)
Злынка — река в России, протекает по Болховскому району Орловской области. Правый приток реки Нугрь.

## География
Река Злынка берёт начало у посёлка Злынский Конезавод. Течёт на север. Устье реки находится у села Борилово в 54 км от устья реки Нугрь. Длина реки составляет 13 км.

## Данные водного реестра
По данным государственного водного реестра России относится к Окскому бассейновому округу, водохозяйственный участок реки — Ока от города Орёл до города Белёв, речной подбассейн реки — бассейны притоков Оки до впадения Мокши. Речной бассейн реки — Ока.
Код объекта в государственном водном реестре — 09010100212110000018636.